# Hydroporus rufifrons
Hydroporus rufifrons là một loài bọ cánh cứng trong họ Bọ nước. Loài này được O.F.Müller miêu tả khoa học năm 1776.

## Hình ảnh

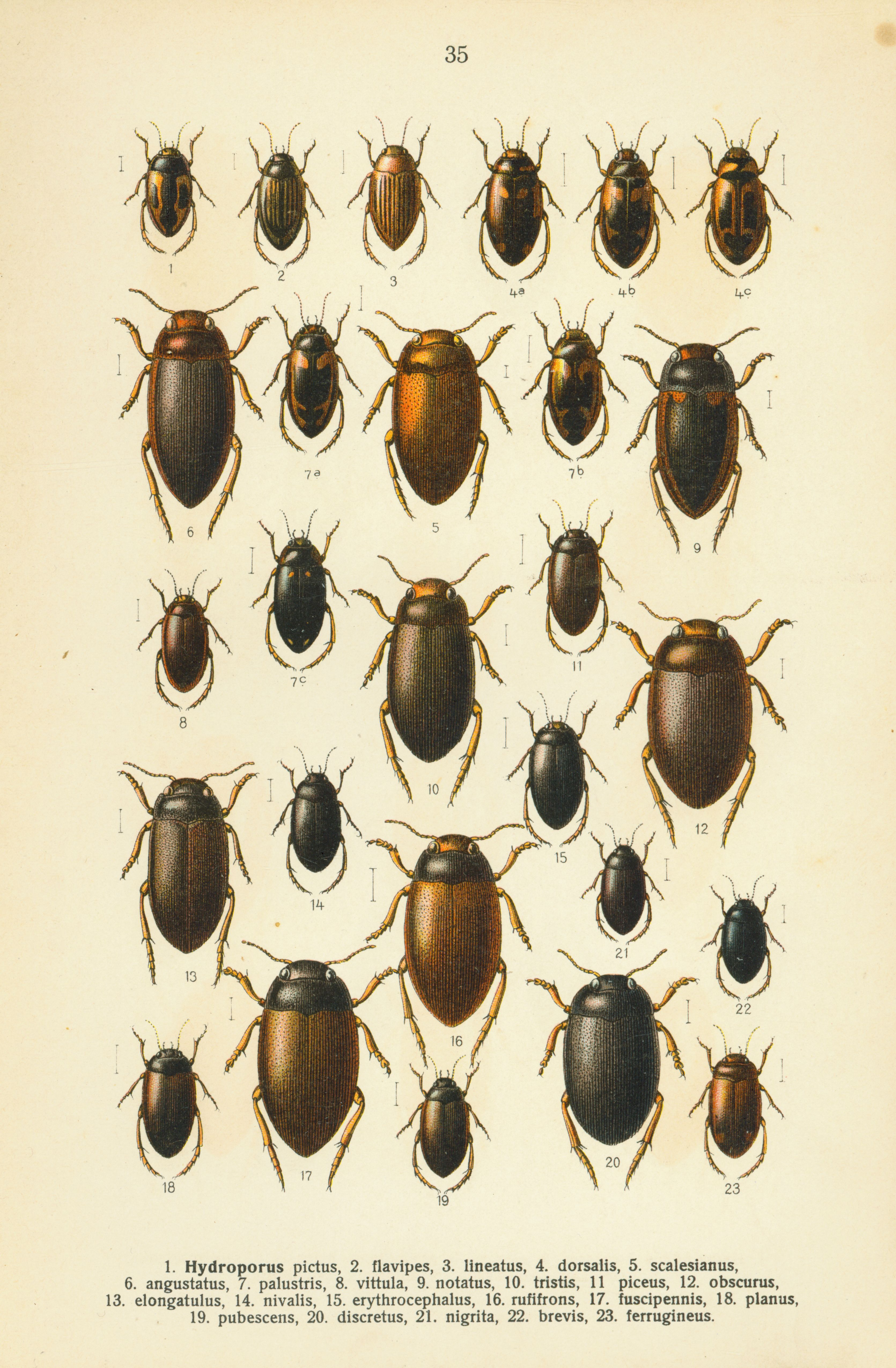